# ديفيس دوي
ديفيس دوي (بالإنجليزية: Davis Doi)‏ هو مخرج أمريكي، ولد في 29 مارس 1957 في سان فرانسيسكو في الولايات المتحدة.

## وصلات خارجية
- ديفيس دوي على موقع IMDb (الإنجليزية)
- ديفيس دوي على موقع ألو سيني (الفرنسية)
- ديفيس دوي على موقع أول موفي (الإنجليزية)
- ديفيس دوي على موقع قاعدة بيانات الأفلام السويدية (السويدية)
- ديفيس دوي على موقع قاعدة بيانات الفيلم (الإنجليزية)
- ديفيس دوي على موقع كينوبويسك (الروسية)